# Single coil

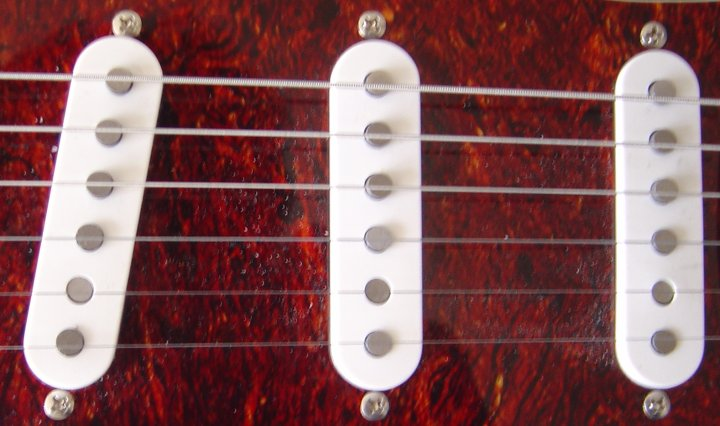
Vista de las tres pastillas de bobinado simple tradicionales de una Stratocaster.

Las pastillas de bobinado simple, single coil, son un tipo de pastillas utilizadas en las guitarras eléctricas y bajos eléctricos. Su nombre indica que están compuestas por un hilo metálico enrollado alrededor de un núcleo metálico.

## Descripción física
El "single coil" es el modelo más simple de pastilla; está formado por 6 polos, uno por cada cuerda. Es el tipo de pastillas que tradicionalmente se encuentra en las guitarras Stratocaster. Estas pastillas se asocian con Fender ya que son las que mayormente usa. Los modelos en las guitarras clásicas de Fender son los representantes típicos de estas pastillas. Las desventajas son que suelen tener poco nivel de salida y la sensibilidad en cuanto a posibles interferencias. La P90 de Gibson y las pastillas de su categoría representan una forma especial: Estas pastillas tienen un bobinado más grande y se encargan de producir un alto nivel de salida con un sonido fuerte y áspero y tanto pueden utilizarse en blues como en punk, pero también son susceptibles a las interferencias.

## Sonido
El sonido clásico de las pastillas single-coil es crujiente, brillante y luminoso en contraposición con el grueso y oscuro sonido de las humbucker.
Las pastillas simples tienden a producir mayor retorno (feedback) y ruido que las humbuckers. Estas características han sido usadas por guitarristas como Jimi Hendrix para conseguir grandes efectos.

## Modelos de pastillas de bobinado simple famosas
Hay varios modelos de pastillas simples que tienen sonidos característicos y que normalmente son usados como tipos estándar:
- DiMarzio
- Gibson P-90 (1946)
- Seymour-Duncan
- Danelectro Lipstick
- Pastillas activas de EMG, que se escuchan claramente en la introducción de "Start Me Up" de los Rolling Stones.
- Fender Lace Sensor pickups (1987)
- Fender Vintage Noiseless pickups (1998)
- Tonerider Pure Vintage (2005)